# Coribants
Segons la mitologia grega, els Coribants (grec antic: Κορύβαντες, Corýbantes; Κορýβας, Corúbas. Llatí: Corybas, -antis), també anomenats Cirbantes (Kurbantes) en frigi, eren els ballarins armats i amb casc que adoraven les deesses frígies i les danses cíbeles, celebrant el culte de la gran deessa frígia Cíbele, amb un tamboril i ballant.

## Etimologia
El nom Korybantes té una etimologia incerta, referent al seu origen. Edzard Johan Furnée i RSP Beekes han suggerit que el substantiu té un inici prehel·lènic.
Altres fan referència al nom κορυβή (corybé), que seria la versió macedònia de κορυφή (coryfé). El significat d'aquesta es podria interpretar com: "part més alta", "cim", "coroneta" o "vèrtex", en un significat literal. Mentre que en un sentit metafòric es referiria al punt culminant d'alguna cosa o l'excel·lència de quelcom. En aquest cas la paraula tindria una associació amb les muntanyes, als seus punts més alts, referint-se particularment a l'Olimp, la muntanya més alta de tota Grècia.

## Genealogia

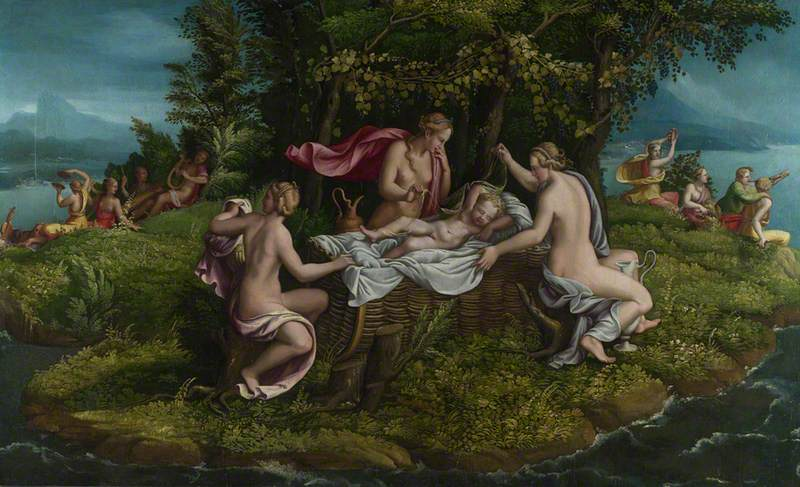
L'Infant Júpiter custodiat pels Coribants a l'illa de Creta.

La genealogia dels Coribants és complicada, com amb la gran majoria de personatges de la mitologia grega, pel fet que hi ha diverses versions d'un mateix mite i, a cada versió, canvia algun detall com per exemple qui i com ha engendrat l'individu.
Al panteó grec, Ferecides d'Atenes cita la versió en la qual els Coribants són divinitats originals, nou fills del déu Apol·lo i la titànide Rea. A la Biblioteca d'Apol·lodor apareixen com a descendents d'Apol·lo i de la musa Talia o Rítia. Un altre relat testimonia la filiació de Zeus i la musa Cal·líope, o d'Hèlios i Atenea o, finalment, del tità Cronos.

## Homòlogues de Creta
Els Kuretes o Kouretes (Κουρῆτες) (vegeu Extàtiques a continuació) eren nou ballarins que veneraven Rea, la contrapart cretenca de Cíbele. Un fragment del Llibre VII d'Estrabó dona una idea del caràcter aproximadament anàleg d'aquestes confraries masculines, i la confusió rampant entre els no iniciats:

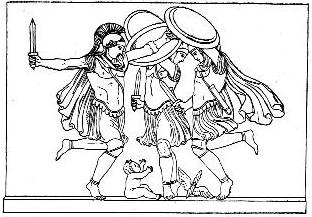
Curets ballant al voltant del nadó Zeus, tal com la representa Jane Ellen Harrison a Themis. La dansa dels coribants no es va distingir i es va associar amb el tema del nen diví, però al principi el significat era diferent d'altres tronismes.

Molts afirmen que els déus adorats a Samotràcia, així com els Kurbantes i els Korybantes i, de la mateixa manera, els Kouretes i els Daktyls Idaeans són els mateixos que els Kabeiroi , però pel que fa als Kabeiroi són incapaços de dir qui són.
Grant Showerman a l'Encyclopædia Britannica Eleventh Edition va abordar la confusió, afirmant que els Korybantes "només es distingeixen [dels kuretes] pel seu origen asiàtic i per la naturalesa més pronunciadament orgiàstica dels seus ritus".
Tal com consta a Les Bacants d'Eurípides, a partir del segle V aC, els mites van relacionar els coribants amb els curetes. L'identificació va donar-se perquè els les curetes també eren ballarines. Aquestes ballaven a petició de Rea per així poder amagar el soroll dels plors del nadó Zeus, que va passar la seva infantesa amagat a una cova de la muntanya Ida, a Creta, on restava amagat del seu pare per a que no se'l cruspís com als seus germans. Per altra banda, els Coribants també estaven relacionats directament amb Rea a la muntanya Ida a Frígia.
Segons Oppià, els curetes, a l'haver estat encarregats de protegir el petit Zeus, Cronos els va transformar en lleons. Llavors, Zeus els va convertir en els reis dels animals, mentrestant la seva mare Rea els va unir al seu carruatge.
Paral·lelament, altres mites afirmen la participació dels Coribants en el esquarterament de Dionís, alguns afirmen que la seva actuació va ser com a guardians mentre que altres els retracten com a perpetradors del crim, unificats amb altres cultes bàquics.

## Misteris coibàntics

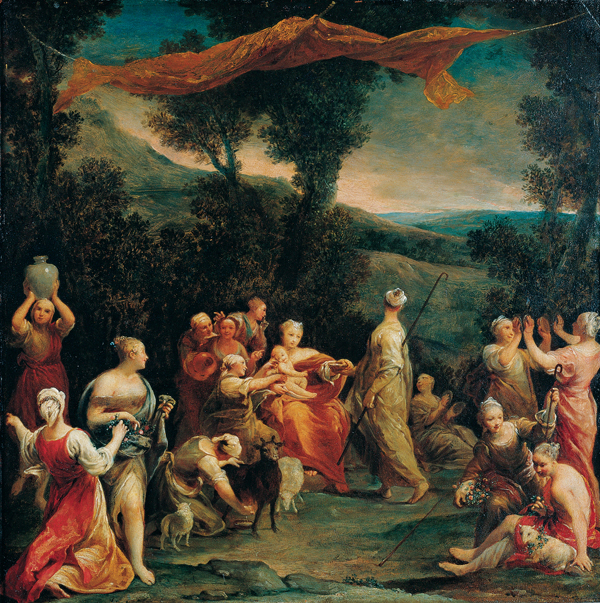
Jupiter Among the Corybantes (Júpiter entre els Coribants). Pintat a l'oli sobre coure per Giuseppe Maria Crespi.

Els ritus coribàntics tenien característiques pròpies descrites per alguns contemporanis i en inscripcions dels segles IV i II aC. trobades a Èritres; en elles, les dones estan àmpliament representades, i indiquen, a més del ritual privat, que hi havia rituals públics; en el ritu eritreu, inicialment es realitzaven ablucions i hi ha indicis que dividien les seves actuacions entre grups exclusius per a homes i per a dones, després tenien lloc els sacrificis. Generalment, els iniciats participaven en els rituals per a la comunió en l'estat alterat de consciència, i una minoria a la recerca de curació per a afeccions mentals i emocionals. Es dividien en tres etapes: sacrificis, una entronització (thronosis o thronismos) per a l'admissió dels iniciats, i la part principal de la curació. En l'entronització, l'iniciat "s'asseia mentre els ministres del ritu dansaven al seu voltant, aixecant un gran baluern" La música es realitzava principalment amb flautes de canya frígida (precursores dels aulos) i panderetes També es convidava als iniciats a ballar amb els aulos.
Plató és un dels principals testimonis dels ritus coribàntics i proporciona descripcions, especialment en Eutidem 277d, Critón 54d i Lleis 7.790d, així com en el Fedre, El convit i Ió, utilitzant-los en analogies amb la similitud de la filosofia, ja que tots dos afectarien l'individu en un estat de mania al principi, per a curar-se al final. En Les vespes, Aristòfanes també parla d'una purificació de la bogeria mitjançant ritus coribánticos, i probablement en Els núvols, en la paròdia de l'escola de Sòcrates en la qual se celebra una entronització. Arrià descriu als celebrantes com "posseïts pels coribantes", convertits en coribantes i portats a l'èxtasi i la bogeria en honor de Rea, considerada la font de la qual tot procedeix, de la qual tindrien una visió.

## Dansa iniciàtica

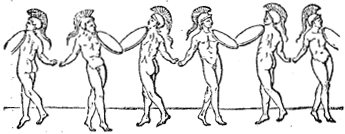
Una dansa corybantiana decorosa, tal com es mostra a A Dictionary of Greek and Roman Antiquities de William Smith (1870)

Aquests ballarins amb cuirassament feien ritme amb un tambor i el rítmic toc dels seus peus. La dansa, segons el pensament grec, era una de les activitats civilitzadores, com l'elaboració del vi o la música. La dansa amb armadura (la "dansa pírrica" o pyrrhichios [Πυρρίχη]) era un ritual d'iniciació masculí a la majoria d'edat vinculat a una celebració de la victòria dels guerrers. Tant Jane Ellen Harrison com el classicista francès Henri Jeanmaire  han demostrat que tant els Kouretes (Κουρῆτες) com Zeus cretenc, que era anomenat "el més gran kouros (κοῦρος)", estaven íntimament relacionats amb la transició dels nois a virilitat a les ciutats de Creta.
L'anglès "Pyrrhic Dance" és una corrupció de l'original Pyrríkhē o el Pyrríkhios Khorós "Pyrrhichian Dance". No té cap relació amb el rei Pirro d'Epir, que va envair Itàlia al segle III aC, i que va donar nom a la victòria pírrica, que es va aconseguir a tal preu que equivalgué a una derrota.

## Extàtiques
Els grecs sovint van confondre els Coribants frigis amb altres confraries masculines extàtiques, com els Dactils Ideus o els Kouretes cretencs, joves esperits ( kouroi ) que actuaven com a guardians de l'infant Zeus. En l'explicació d'Hesíode del naixement de Zeus,  quan la gran Gea va arribar a Creta i va amagar el nen Zeus en una "cova escarpada", sota els llocs secrets de la terra, al mont Ègion amb els seus boscos espessos; allà, els hel·lens van interpretar que els llances i escuts rituals de xoc dels Kouretes cretencs van ser interpretats per ofegar els crits del déu infantil i evitar el seu descobriment pel seu pare caníbal Cronos. Emily Vermeule va observar:

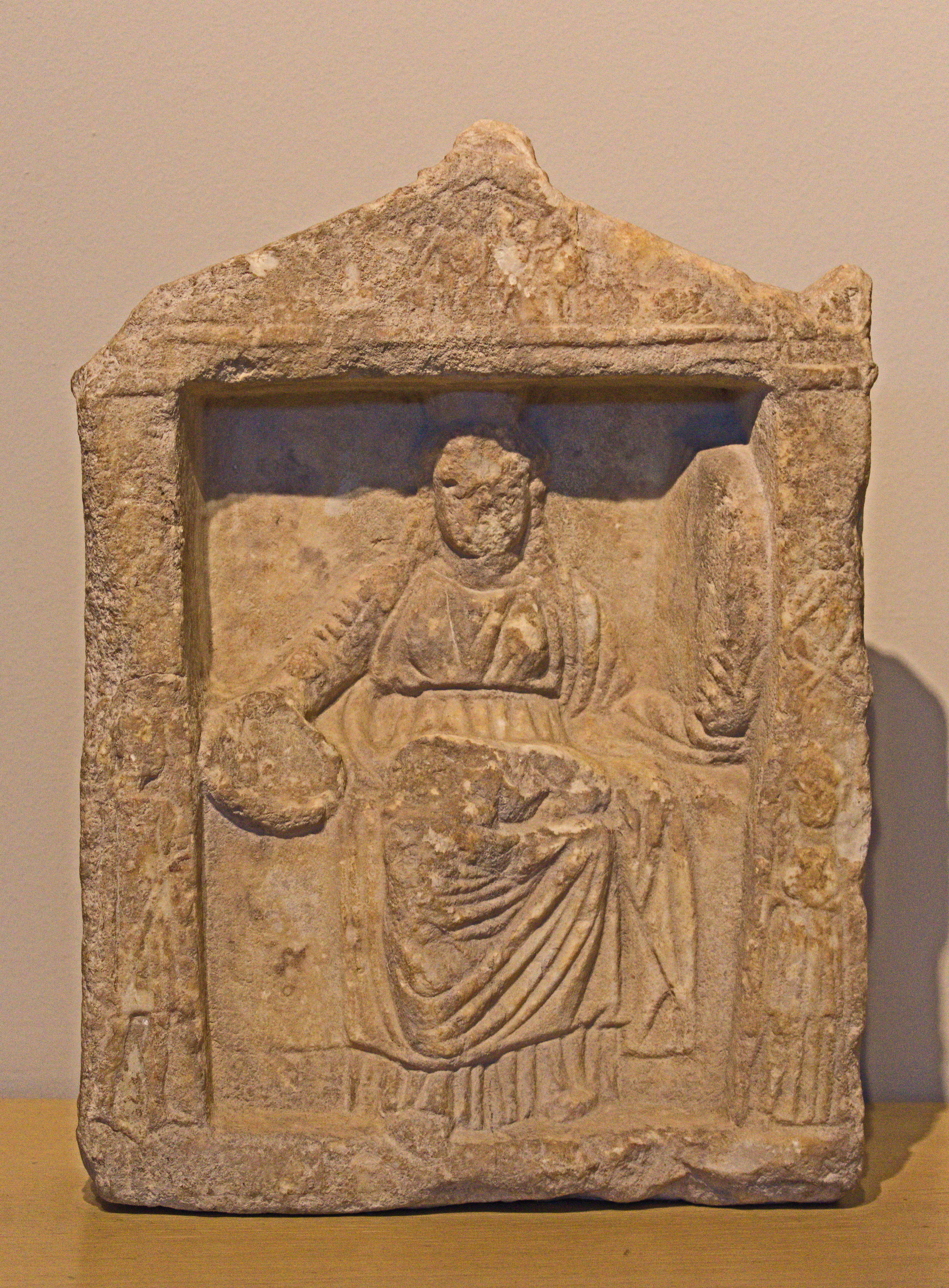
Temple en miniatura de granit amb un relleu que representa la mare dels déus i tres Coribants al frontó. De finals del segle IV aC.Museu Arqueològic de Tessalònica.

Aquest mite és la interpretació grega del ritual minoic desconcertant en un intent de reconciliar el seu pare Zeus amb el Nen Diví de Creta; És possible que el ritual en si no el recuperem mai amb claredat, però no és impossible que existeixi una connexió entre les armes dels Kouretes a la cova i les armes dedicades a Arkalochori ". 
Entre les ofrenes recuperades de la cova, les més espectaculars són els escuts de bronze decorats amb estampats que es basen en originals del nord de Síria i un gong de bronze on es mostren un déu i els seus assistents amb un estil clarament del Pròxim Orient.
Coribants també va presidir la infància de Dionís , un altre déu que va néixer com a nadó, i de Zagreu , un fill cretenc de Zeus, o fill-doblet de Zeus. L'èxtasi salvatge del seu culte es pot comparar amb les Mènades femenines que van seguir Dionís.
Ovidi, a Les Metamorfosis , diu que els Kouretes van néixer de l'aigua de pluja (Urà fecundant Gea). Això suggereix una connexió amb les Híades.

## Altres funcions
L'estudiosa Jane Ellen Harrison escriu que, a més de ser guardians, educadors i iniciadors de l'infant Zeus, els Kouretes eren mags i vidents primitius. També escriu que eren treballadors del metall i que la metal·lúrgia es considerava un art gairebé màgic.  Hi havia diverses "tribus" de Coribants, incloent els Cabirs, els Korybantes Euboioi, els Korybantes Samothrakioi. Hoplodamos i els seus gegants eren comptats entre els Coribants, i el tità Ánit era considerat un Kourete.
Homer es va referir als homes joves seleccionats com a kouretes, quan Agamèmnon va ordenar a Odisseu que escollis els kouretes , els més valents dels aqueus per portar regals a Aquil·les.  Els grecs van conservar una tradició fins als dies d'Estrabó , que els kuretes d'Etòlia i Acarnània a la Grècia continental havien estat importats de Creta.

## Més lectures
- Fraser, PM "Two Dedications from Cyrenaica". The Annual of the British School at Athens 57 (1962): 24–27. JSTOR  30104497 .